# Rugerero (Rugerero)
Rugerero ist eine von sieben Zellen (Verwaltungseinheiten 4. Ebene) im Sektor Rugerero des Distrikts Rubavu in der Westprovinz von Ruanda. Sie liegt östlich der Stadt Gisenyi auf einer Höhe von etwa 1669 m. Nachbarzellen sind im Norden Murambi, im Nordosten Basa, im Osten Muhira, im Südosten Terimbere, im Südwesten Kabilizi, im Westen Gisa und im Nordwesten Murara. Rugerero liegt im Süden an der Nationalstraße 2.